# Canton de Nice-13
Le canton de Nice-13 est une ancienne division administrative française, située dans le département des Alpes-Maritimes et la région Provence-Alpes-Côte d'Azur. Créé en 1982, il disparait à la suite du redécoupage cantonal de 2014.

## Histoire
Le canton est créé par le décret du 25 janvier 1982 qui redéfinit les limites des cantons de Nice-1, Nice-2, Nice-3, Nice-7, Nice-9, Nice-10, et intègre dans ce périmètre trois nouveaux cantons : Nice-12, Nice-13, Nice-14.

## Représentation
| Période   | Identité       | Parti        | Qualité |
| --------- | -------------- | ------------ | --- |
| 1982-1994 | Louis Broch    | PCF          | Cadre commercial Maire de La Trinité (1983-2001) Ancien conseiller général du canton de Nice-7 (1976-1982) |
| 1994-2001 | Honoré Colomas | DVD          | Maire de Saint-André-de-la-Roche depuis 1971                                                               |
| 2001-2008 | Honoré Colomas | RPR puis UMP | Maire de Saint-André-de-la-Roche                                                                           |
| 2008-2015 | Honoré Colomas | UMP          | Maire de Saint-André-de-la-Roche Vice-président du conseil général                                         |

## Composition
Le 13e canton de Nice se composait d’une fraction de la commune de Nice et de trois autres communes. Il comptait 27 006 habitants (population municipale) au 1er janvier 2012.
| Nom                     | Code Insee | Intercommunalité           | Population (dernière pop. légale)               |
| ----------------------- | ---------- | -------------------------- | ----------------------------------------------- |
| Nice (chef-lieu)        | 06088      | Métropole Nice Côte d'Azur | Fraction : 9 655(2012) Commune : 343 895 (2014) |
| Falicon                 | 06060      | Métropole Nice Côte d'Azur | 1 969 (2014)                                    |
| Saint-André-de-la-Roche | 06114      | Métropole Nice Côte d'Azur | 5 467 (2014)                                    |
| La Trinité              | 06149      | Métropole Nice Côte d'Azur | 10 171 (2014)                                   |

Quartiers de Nice inclus dans le canton :
- L'Ariane
- la Lauvette
- l'Abadie

## Démographie
| 1982 | 1990   | 1999   | 2006   | 2011   | 2012   |
| ---- | ------ | ------ | ------ | ------ | ------ |
| -    | 26 493 | 26 428 | 27 567 | 27 666 | 27 006 |